# Hoftag
Hoftag, dobesedno 'dvorni dan', je izraz, ki se nanaša na neformalna in neredna srečanja svetega rimskega kralja ali cesarja z izbranimi plemiči Svetega rimskega cesarstva. V starejših virih se takšno  srečanja imenuje tudi Reichstag (cesarski zbor), čeprav se srečanja niso nanašala na cesarstvo v abstraktnem smislu, temveč na posameznega vladarja. 

## Zgodovina
Iz fevdalne obveznosti pomoči kralju z nasveti in ukrepi je že v visokem srednjem veku izhajala obveznost osebne prisotnosti na dvoru na posvetovanjih in odločitvah na kraljevo zahtevo. Obveznost je bila znana kot "dolžnost udeležbe na dvoru". V ta namen so bili določeni dvorni dnevi, ki imajo v primarnih virih različna imena: parlamentum, conventus, colloquium, curia in curia regis. Vse ta imena je bilo mogoče razširiti s priponama solemnis (slovesen) ali magnus (velik), da bi poudarili pomen srečanja. V bistvu so se dvorni dnevi od običajnih dvornih posvetovanj razlikovali le po izboru povabljenih oseb, ki so lahko bili knezi, plemiči, cerkveni dostojanstveniki ali predstavniki tujih držav. Od 13. stoletja so bili na dvorne dneve povabljeni tudi predstavniki cesarskih mest. Dvorni dnevi so bili  strogo povezani s kraljem. 
Kdaj je kralj imel takšne dvorne dneve in koga je povabil, je bilo povsem prepuščeno njegovi presoji, zato je težko ločiti med pravno zavezujočim in zgolj posvetovalnimi odčočitvami zbora. Dolžnost svetovanja kralju je kmalu postala pravica knezov, da so bili seznanjeni s pomembnimi zadevami, ki so se nanašale na cesarstvo, kot je bil na primer davek za cesarsko vojsko. Ker se zdi, da so bile zadeve, v katerih je kralj iskal nasvet in soglasje knezov, v veliki meri prepuščene kraljevi presoji, se ne more govoriti o institucionalizirani sovladi knezov. 
V dokumentih iz visokega in poznega srednjega veka, ki vsebujejo pomembne politične odločitve ali razpolaganja s cesarskim premoženjem, je poudarjeno, da so bile odločitve sprejete po "nasvetu" in s "soglasjem" knezov. Kar zadeva pravni pomen, se  izraza v teh dokumentih uporabljata sinonimno. Tisti knezi, ki jih na zbor niso povabili ali so nasprotovali kralju, se niso čutili vezane na odločitve dvornih zborov. 
Po medvladju v 13. stoletju se je vloga volivcev povečala. Knezi so dobili izključno pravico za dajanje formalnega soglasja za kraljevo razpolaganje s cesarskim premoženjem s tako imenovanimi oporokami, vendar tudi tukaj ni opazne obveznosti kralja, da bi moral za svoja razpolaganja pridobiti takšne oporoke. 
Zaradi umika monarhije na njena dedna ozemlja konec 14. stoletja in njene splošne šibkosti med vladavino grofov-kraljev, so postali vse pomembnejši "dnevi brez kralja", na katerih so se velikaši cesarstva posvetovali brez kraljeve prisotnosti. Dvorni dnevi so postali redki. Iz teh "dni brez kralja" se je konec 15. stoletja razvila pravna institucija cesarskega parlamenta. Zlasti cesarski parlament v Wormsu leta 1495 je pomembno oblikoval razvoj cesarstva. Nemški kralj Maksimilijan I. je sprejel preoblikovanje institucije dvornega dneva v cesarski parlament kot vplivno politično orodje.